# Ліза Джой
Ліза Джой (англ. Lisa Joy; Нью-Джерсі, США) — американська сценаристка і телепродюсерка, яка працювала над серіалами «Живий за викликом», «Чорна мітка», «Край „Дикий Захід“».

## Біографія
Ліза Джой — донька іммігрантів з Великої Британії та Тайваню народилася в Нью-Джерсі, США. Ліза навчалася в Гарвардській юридичній школі та в 2007 стала доктором юридичних наук. Вона проходила практику в офісі окружного прокурора в Лос-Анджелесі та мала добру репутацію в справах про домашнє насильство — від жорстокого поводження з дітьми до вбивства. Крім того вона була студенткою Стенфорду та здобула додаткову освіту в Каліфорнійському університеті в Лос-Анджелесі.

## Особисте життя
З 2009 Ліза Джой одружена зі сценаристом Джонатаном Ноланом. Пара виховує доньку та сина.Невістка Крістофера Нолана.

## Кар'єра
Ліза Джой до початку кар'єри на телебаченні писала вірші, невеликі оповідання. Після роботи за спеціальністю відточувала письменницьку майстерність на відповідних інтенсивних заняттях у Каліфорнійському університеті в Лос-Анджелесі.
Дебютною роботою Джой став сценарій для трьох епізодів комедійно-драматичного серіалу «Живий за викликом». Потім вона приєдналась до складу творців «Чорної мітки», ставши єдиною жінкою в колективі. Тоді ж Ліза спробувала себе як телепродюсер. У 2014 стало відомо, що Крістофер Нолан і Ліза Джой стали виконавчими продюсерами та авторами сценарію серіалу «Край „Дикий Захід“».

## Фільмографія

### Серіали
| Рік         | Назва                  | Оригінальна назва | Примітки                                |
| ----------- | ---------------------- | ----------------- | --------------------------------------- |
| 2007 — 2009 | «Живий за викликом»    | Pushing Daisies   | сценарист                               |
| 2009 — 2011 | «Чорна мітка»          | Burn Notice       | сценарист, продюсер                     |
| 2016 — 2021 | «Світ Дикого Заходу»   | Westworld         | режисер, сценарист, виконавчий продюсер |
| 2022        | «Периферійні пристрої» | The Peripheral    | виконавчий продюсер                     |
| 2024        | «Фолаут»               | Fallout           | сценарист, виконавчий продюсер          |
| TBA         |                        | The Son           | сценарист, виконавчий продюсер          |

### Фільми
| Рік  | Назва           | Оригінальна назва | Примітки                     |
| ---- | --------------- | ----------------- | ---------------------------- |
| 2021 | «Ремінісценція» | Reminiscence      | режисер, сценарист, продюсер |